# مارتن ماديسون
مارتن ماديسون (بالإنجليزية: Martin Madison)‏ هو سياسي أمريكي، ولد في 1854. حزبياً، نشط في الحزب الجمهوري. وقد انتخب عضو داكوتا الجنوبية البيت النواب.